# Schleswig 06
Der 1. Schleswiger Sportverein von 1906, kurz Schleswig 06, gegründet am 4. Februar 1906, ist der erste Sportverein der Stadt Schleswig. Der Verein umfasst folgende Sportarten: Fußball, Handball, Boxen, Badminton, Schwerathletik, Fitness und Judo.

## Geschichte
Der Verein wurde am 4. Februar 1906 als 1. Schleswiger FV 06 gegründet. Bereits im November 1907 trat der FC Normannia Schleswig dem Verein bei, der sich am 3. Januar 1929 in 1. Schleswiger SV 06 umbenannte. Am 27. Juni 1938 schloss sich der VfR Schleswig dem SV 06 an. Am 25. März 2025 beschloss eine außerordentliche Mitgliederversammlung die Fusion mit dem TSV 1864 Schleswig e. V. zum Schleswiger Sportverein von 1864 und 1906 e. V. Diese Fusion trat rückwirkend zum 1. Januar 2025 in Kraft. Der Fusionsverein verfügt über mehr als 2800 Mitglieder und sieben neuen Sparten, darunter Schwimmen und Leichtathletik. 

### Fußball
Schleswig 06 gehörte zu den ersten erfolgreichen Fußballmannschaften Schleswig-Holsteins und war Mitbegründer des Schleswig-Holsteinischen Fußball-Verbandes von 1906. Zweimal, heißt es, standen die 06er als Meister der höchsten Spielklasse für den Landesteil Schleswig (einschließlich Landkreise Dithmarschen und Steinburg) in der Endrunde um die Norddeutsche Meisterschaft. Allerdings seien sie sowohl 1907 als auch 1910 jeweils im Viertelfinale ausgeschieden, da sie die Fahrten zu den Gegnern Holstein Kiel bzw. Altona 93 wegen mangelnder finanzieller Mittel nicht hätten antreten können. Eine andere Quelle nennt jedoch den Heider FC als Meister des Bezirks Schleswig im Jahr 1910. Was 1907 betrifft, waren die Schleswiger zu dem Zeitpunkt noch nicht Mitglied des NFV.
Nach diesen ersten Erfolgen machte Schleswig 06 Mitte der 1930er Jahre wieder von sich reden. 1937 standen sie sogar in der Aufstiegsrunde zur erstklassigen Gauliga Nordmark, scheiterten in der Aufstiegsrunde jedoch am SK Komet Hamburg sowie am VfL Oldesloe. Lediglich Viktoria Wilhelmsburg hatten die Schleswiger hinter sich lassen können. Gleichzeitig hatte 06 mit dem Luftwaffensportverein Schleswig, der seit 1937 auch in der damaligen Bezirksliga spielte, innerhalb Schleswigs auf zweiter Ligaebene Konkurrenz erhalten. 06 pausierte offenbar in der Saison 1941/42.
Nach dem Ende des Zweiten Weltkriegs spielten die Schleswiger zunächst in der Saison 1945/46 um die Bezirksmeisterschaft im Bezirk Schleswig-Holstein-Nord (erstklassig) und standen im Endspiel gegen Rot-Weiß Niebüll um die Qualifikation für einen geplanten, aber dann doch nicht durchgeführten Norddeutschen Pokalwettbewerb. Im Folgejahr kam der Verein unter die 20 Vereine, die die schleswig-holsteinische Meisterschaft und den Aufstieg in die neue Fußball-Oberliga Nord ausspielten. In der Saison 1947/48 wurde der Verein in die zweitklassige Landesliga, Staffel Nord, eingeteilt und verpasste als Tabellenfünfter nur ganz knapp die Qualifikation für die eingleisige Landesliga, musste daher in die Bezirksliga absteigen. 1951 gelang den Fußballherren jedoch die Rückkehr in die nunmehr eingleisige Landesliga Schleswig-Holstein, die zu jener Zeit weiterhin die Zweitklassigkeit bedeutete. Dort trafen sie auf Mannschaften wie den VfB Lübeck, den Itzehoer SV oder den Heider SV. Als Neuling erreichten die 06er in der 16 Teams umfassenden Liga einen guten siebten Platz. 1952/53 konnte die Mannschaft den siebten Platz wiederholen, stieg jedoch ein Jahr später als abgeschlagener Letzter mit nur acht Punkten und 117 Gegentoren aus 30 Spielen ab.
Der Abstieg warf die Fußballabteilung nicht aus der Bahn. Nach drei Jahren kehrte Schleswig 06 1957 in die höchste Spielklasse Schleswig-Holsteins zurück. Bis zur Einführung der Amateur-Oberliga Nord als gemeinsame höchste Amateurspielklasse in Norddeutschland 1974 belegten die Schleswiger stets einstellige Tabellenplätze in der Amateurliga Schleswig-Holstein, die mit Einführung der Bundesliga jedoch hinter den Regionalligen ab 1963 nur noch drittklassig war. 1966 und 1972 beendeten die Schleswiger die Spielzeiten sogar als Vizemeister. Vor allem eine erfolgreiche Jugendarbeit bildete die Grundlage für diese erfolgreiche Phase der Vereinsära. Viele Spieler waren 1956 und 1957 jeweils A-Jugend-Meister Schleswig-Holsteins geworden und prägten das Spiel der Schleswiger auch nach dem Wechsel zu den Herren. 1961 nahm Schleswig sogar an der Aufstiegsrunde zur erstklassigen Oberliga Nord teil, war dort aber chancenlos. Nach der Vizemeisterschaft 1965/66 stand Schleswig in der Aufstiegsrunde zur zweitklassigen Regionalliga. Nach dem überraschenden 1:0 beim HSV Barmbek-Uhlenhorst zum Auftakt träumten viele Spieler vom Aufstieg, landeten am Ende jedoch auf dem letzten Platz.
1968 gewannen die 06er erstmals das Finale um den Landespokal, im Norddeutschen Pokal war jedoch der ASV Bergedorf 85 die Endstation. Diese waren auch 1972 der Gegner, als man als Vizemeister erneut in der Aufstiegsrunde zur zweitklassigen Regionalliga Nord stand. Zwei Niederlagen gegen Bergedorf sowie den späteren Aufsteiger SV Meppen bedeuteten jedoch erneut das Aus für die Träume nach Zweitklassigkeit.
Ein Generationenwechsel bei den Spielern kostete 1973/74 die Qualifikation zur neuen Amateur-Oberliga Nord. 1974/75 folgte gleich der nächste Abstieg in die Fünftklassigkeit. Zwar gelang die sofortige Rückkehr in die Landesliga Schleswig-Holstein, der man wieder bis 1985 und ab 1994 bis 2000 angehörte. Die Jugendarbeit blieb zwar weiterhin erfolgreich und trug mit dazu bei, dass die Fußballabteilung des Schleswiger SV 06 1997 nach dem VfL Oldesloe die zweitgrößte Schleswig-Holsteins war. Doch die talentiertesten Eigengewächse verließen den Verein regelmäßig, so dass die Herren im Jahr 2000 sogar in die sechstklassige Bezirksoberliga abstiegen. Durch den Aufstieg des VfR Schleswig in die Verbandsliga 2002 waren die 06er bis zu dessen Abstieg 2004 sogar nur noch die Nummer zwei im Schleswiger Fußball. Im Jahr 2008 stieg der Verein in die Schleswig-Holstein-Liga, die frühere Verbandsliga Schleswig-Holstein, auf und hielt sich dort bis zum Abstieg 2011. 2012 gelang der direkte Wiederaufstieg, ein Jahr später stieg die Mannschaft als Tabellenletzter wieder ab. 2017 qualifizierten sich die Schleswiger für die neu geschaffene Landesliga Schleswig.

### Boxen
Im Jahr 1945 fanden sich Boxsportfreunde in Schleswig, um den Boxsport zu betreiben. Trainiert wurden sie von Walter Rotherr. Bereits 1946 konnte der erste Wettkampf gegen das Team von Nordeiche Flensburg im Baumhof ausgetragen werden. In der damaligen Mannschaft standen Boxer wie Heinrich Ilper, Otto Stöcken, Harald Fabian, Harry Wittke, Karl Salo, Willi Meggers, Siegried und Horst Karkuschke und später Rolf Begier. Ringrichter war damals Harald Becker und als Ringarzt fungierte der Vater des Schlagersängers Jürgen Drews. Trainiert wurde in der Domschule.
Nach Walter Rotherr übernahm Artur Glaser die Truppe und betreute diese bis 1949. Geboxt wurde nun im Stadttheater und im Hotel Hohenzollern. Legendär war damals der Schwergewichtskampf von Karl Salo gegen Norbert Grupe, der unter dem Namen Prinz von Homburg besser bekannt sein dürfte. Als der Trainer Artur Glaser nach Aalen wechselte und gleich vier Boxer von Schleswig 06 mitnahm, leitete Heini Ilper das Training. Aber auch der mehrfache Landes- und Norddeutsche Meister Ilper, der auch Zonenmeister (heutiger Deutscher Meister) war, konnte nicht verhindern, dass die 06-Boxer zu TSV Schleswig wechselten. Den 1. Schleswiger Boxverein Schleswig 06 gab es zum 31. Dezember 1949 nicht mehr.
Auf vielfachen Wunsch ehemaliger Boxer, unter anderem die Gebrüder Karkuschke, fand im Januar 2002 ein Gespräch mit den Verantwortlichen des Landes-Boxverbandes statt. Der damalige kommissarische Vorsitzende Helmut Müllenbach hatte dazu eingeladen, um eine Boxsparte bei Schleswig 06 zu integrieren. Am 1. Februar 2002 begann das drei Mal wöchentlich stattfindende Training in der Gallbergschule unter der Leitung von Diplomsportlehrer Juri Esenkov. Mit Viktor Scheiermann und Konstantin Hauf hatten die Boxer von Schleswig 06 zwei fertige Boxer, die bereits mehrfache Landesmeister waren und über eine große Wettkampferfahrung verfügten. Viktor Scheiermann boxte außerdem in der Bundesligamannschaft des BC Demmin.
Nach über 50 Jahren Boxabstinenz veranstaltete die Boxsparte am 18. Januar 2003 ihren ersten Wettkampfabend. Wettkampfort war erneut das Hotel Hohenzollern. Im Februar 2004 ertönte dann der Gong zum 2. Schleswiger Boxabend und im März 2005 konnte bereits der 3. Boxabend im Hohenzollern veranstaltet werden. Viktor Scheiermann und Konstantin Hauf wurden 2004 Landes- und Norddeutsche Meister in ihren Gewichtsklassen. Andre Promosov, Ashot und Narek Pogosjan und Mirweis Karanzei wurden jeweils Landesmeister. Im Jahr 2005 wurden Viktor Scheiermann und Ashot Pogosjan Landesmeister. Narek Pogosjan und Viktor Scheiermann wurden zudem in die Länderauswahl berufen und bestritten Kämpfe gegen Dänemark.
In den Jahren 2005–2007 wurde die Boxabteilung unter der sportlichen Führung von Helmut Müllenbach sowie Juri Esenkov weitergeführt. An zahlreichen Turnieren, Meisterschaften usw. nahmen die 06-Fighter rege teil. Im Dezember 2007 trennte sich die Boxsparte von der Schwerathletik ab und wurde mit neuem sportlichem Konzept und unter neuer Führung somit selbständig. Bedingt durch das Ableben des jahrelangen Spartenleiters Helmut Müllenbach übernahm Torsten Hinze die Abteilungsleitung der Boxabteilung. 2008 wurde eine Fitness-Boxabteilung gegründet.
Das Highlight im Jahre 2008 war nach langer Abstinenz von einer eigenen Boxveranstaltung die 1. Schleswiger Night of Fight mit Ex-Box-Weltmeisterin Regina Halmich sowie vielen Amateur-Boxern aus dem Bundes- und Oberligabereich. In 2009 folgten ein Nachwuchsturnier und die 2. Night of Fight, die dieses Mal von Susianna Kentikian moderiert wurde. Im Mai 2010 übernahm Ralph Graack die Leitung der Boxsparte. Der extra für die 2. Night of Fight angeschaffte höhenverstellbare Boxring wird seitdem zur Vermietung angeboten.

## Andere Sportarten
Im Gewichtheben ist 06 die Nr. 1 im Norden, die Sportler von Schleswig 06 holten 8 von 15 Landesmeisterschaften in Schleswig-Holstein. Im Bankdrücken hat der Verein sogar Welt- und Europameister in seinen Reihen. Titelträger sind beispielsweise Reno Karkuschke, Günter Stolt, Simon Quitzau, Leo Graf, Phil Coenen und Marcus Heuer.
Handball wird bei Schleswig 06 bereits vor dem Zweiten Weltkrieg gespielt. In der Vereinschronik wird im Jahr 1934 über die Gründung einer Handballmannschaft berichtet. Jedoch existieren aus dieser Zeit nur spärliche Nachrichten.
Nach Kriegsende finden sich wieder einige Kameraden, um dem Handballsport nachgehen zu können. 1946 wird daher eine eigene Handballabteilung bei Schleswig 06 gegründet. Die Vereinschronik weiß von unterschiedlichen Erfolgen der Mannschaften zu berichten. Gesicherte Ergebnisse liegen seit der Saison 1960/61 vor, als es der Männermannschaft des Vereins gelingt, in die Bezirksliga Nord aufzusteigen und auf Anhieb Meister zu werden. Der Aufstieg in die Oberliga gelingt jedoch nicht. Phönix Lübeck und der TSV Altenholz sichern sich die begehrten Plätze. Bis zur Saison 1966/67 verbleibt die Mannschaft in der Bezirksliga, dann jedoch steigt der Verein ab.
Zwei Jahre später, 1969, gelingt der Wiederaufstieg und die Mannschaft verbessert sich von Saison zu Saison. 1974  wird die Mannschaft Bezirksligameister und erreicht endlich den ersehnten Aufstieg in Schleswig-Holsteins höchste Spielklasse, die Oberliga. Die Mannschaft wird von Henning Lorenzen trainiert und schafft im kommenden Jahr sogar das Kunststück, Oberligameister zu werden und in die damals zweithöchste deutsche Spielklasse, die Regionalliga, aufzusteigen. 1975/76 erreicht man mit ausgeglichenem Punktekonto einen sechsten Platz.
Diese erfolgreiche Mannschaft löste sich nach der Saison aufgrund von vereinsinternen Querelen auf, so dass nach dem Aufstieg nun der Abstieg folgt. 1978 wurde die Mannschaft in die Kreisliga zurückgezogen. Aber bereits 1980 gelang erneut der Aufstieg in die Bezirksliga. In dieser Spielklasse verblieb man bis 1988. Es folgte ein Rückzug in die Bezirksklasse und in der nächsten Saison auch noch der Abstieg in die Kreisliga. 1990 kehrte Schleswig 06 jedoch sofort in die Bezirksklasse zurück, wurde Meister und stieg 1991 wieder in der Bezirksliga auf.
Auch die Frauen waren in den 70er Jahren recht erfolgreich und spielten in der Saison 1975/76 und 1976/77 in der Oberliga Schleswig-Holstein. 1991 ging die Abteilung in eine Spielgemeinschaft, die man 2010 verließ. In der kommenden Saison 2010/11 starteten fünf Jugendmannschaften und zwei Seniorenmannschaften wieder unter dem Namen Schleswig 06. Die männliche Jugend D wurde 2011 auf Anhieb Kreismeister des Kreishandballverbandes Schleswig und qualifizierte sich für die Vorrunde der Landesmeisterschaften. Die neuformierte Männermannschaft erreichte in der Kreisklasse den dritten Platz und sicherte sich somit den Aufstieg in die Kreisliga. Die Frauen erreichten nach einer wechselhaften Saison mit viel Verletzungspech den siebenten Platz in der Kreisliga.

## Stadion
Zu den genutzten Anlagen von Schleswig 06 gehören der Dr.-Karl-Alslev-Sportpark, dessen Fußballplatz 3500 Zuschauern Platz bietet.